# 梅溪镇 (安吉县)
梅溪镇是中华人民共和国浙江省湖州市安吉县下辖的一个镇。
2012年5月8日，浙江省人民政府批复同意撤销昆铜乡建制，其行政区域并入梅溪镇。调整后，梅溪镇辖3个社区、22个行政村，镇政府驻地不变（晓墅村）。

## 行政区划
梅溪镇下辖以下村级行政区划单位：
紫梅社区、龙翔社区、白云社区、甲子村、章湾村、石龙村、马村、龙口村、红庙村、梅溪村、荆湾村、小溪口村、板桥村、华光村、晓墅村、独山头村、干溪桥村、管城村、路西村、三山村、上舍村、梓坊村、长林垓村、铜山村和钱坑桥村。